# Brede kronkel
De brede kronkel (Cylindroiulus caeruleocinctus) is een geleedpotige in de familie van de Echte miljoenpoten.  volwassen dieren zijn breder dan 1,5 mm en hebben geen staartje aan het achterlijf.

## Kenmerken
Het dier heeft een cilindrisch glanzend zwart lichaam met ongeveer twintig tot vijftig verschillende rompsegmenten die lichtere, witgele paar poten ondersteunen. De Cylindroiulus behoort tot die tweevoeters die afweerklieren hebben. Hun uitgangen bevinden zich in of voor de hechting tussen de voorste (prozoniet) en achterste (metazoniet) secties van elk rompsegment. De stinkende en giftige afscheiding veroorzaakt ovegeven en laat, als de miljoenpoten niet goed mechanisch worden verwijderd, ook bruine vlekken achter die moeilijk te verwijderen zijn.
De prozonieten zijn vrij glad, de metazonieten zijn diep gegroefd. De mannetjes zijn 19 tot 32 mm lang en 1,6 tot 2,6 mm breed, de vrouwtjes zijn 18 tot 37 mm lang en 2 tot 3,2 mm breed. Net als andere miljoenpoten krult de brede kronkel zich op in een spiraal wanneer hij wordt bedreigd. De duizendpoten Lithobius variegatus en de Lithobius forficatus behoren tot de vijanden van deze miljoenpoot.

## Habitat
De brede kronkel is een stenöke en stenohydrische soort, dat wil zeggen dat hij bepaalde eisen stelt aan een vochtige biotoop met een voorkeur voor open, onbebost terrein. Het wordt vaak gevonden op akkerranden, puinhopen, begraafplaatsen en in tuinen onder stenen. Het geeft de voorkeur aan zware alkalische bodems (pH 7,2–9,2), maar komt ook voor op zure bodems (secundaire sparrengewassen) met een hogere pH in de diepere aardlagen.

## Levenswijze
De brede kronkel kan meerdere jaren leven en is actief van de lente tot de herfst. In de zomer trekt hij zich meestal terug naar diepere aardlagen, in de winter tot een diepte van meer dan 50 cm. Hij voert verticale bewegingen uit in het dagelijkse ritme. De nachtelijke actieradius is 1 tot 2 m. De paring vindt plaats van maart tot juni en van september tot november. De vrouwtjes van sommige soorten miljoenpoten zijn in staat tot parthenogenese (maagdelijke voortplanting) en langdurige opslag van sperma. In slechte tijden laten de mannetjes hun geslachtsorganen achteruit en worden ze "intercalaire mannetjes", waarbij de gonopods (het paar poten dat is omgezet in het paringsapparaat) van de volwassen mannetjes na opnieuw vervellen terugkeren naar een juveniele staat. Pas na nog een vervelling komen geslachtsrijpe mannetjes weer tevoorschijn. Van de in het voorjaar gelegde eieren ontwikkelen zich in het eerste jaar juvenielen, die overwinteren. De individuen worden pas geslachtsrijp als ze twee jaar oud zijn.

## Voedsel
Het hoofdvoedsel bestaat uit gemalen bladeren en afval (voornamelijk linde, es, iep en els), maar ook gras en mos worden gegeten. Cylindroiulus caeruleocinctus eet ook grote hoeveelheden aarde met zijn voedsel. Als grondzetter is de miloenpoot een voordeel, maar soms zijn er grote aantallen, zodat het dan als hinderlijk kan worden ervaren.

## Verspreiding
Hij leeft in heel Europa en komt veel voor in Duitsland, maar niet in het hoge noorden (Scandinavië). Het werd geïntroduceerd in de Verenigde Staten en Canada.

## Massale reproductie
De massale reproductie van deze soort die in sommige jaren voorkomt, is nog niet opgehelderd. Volgens Decker vindt het plaats in hete en droge zomers, wanneer het een plaag is voor aardappelen en moerbeien.

## Foto's

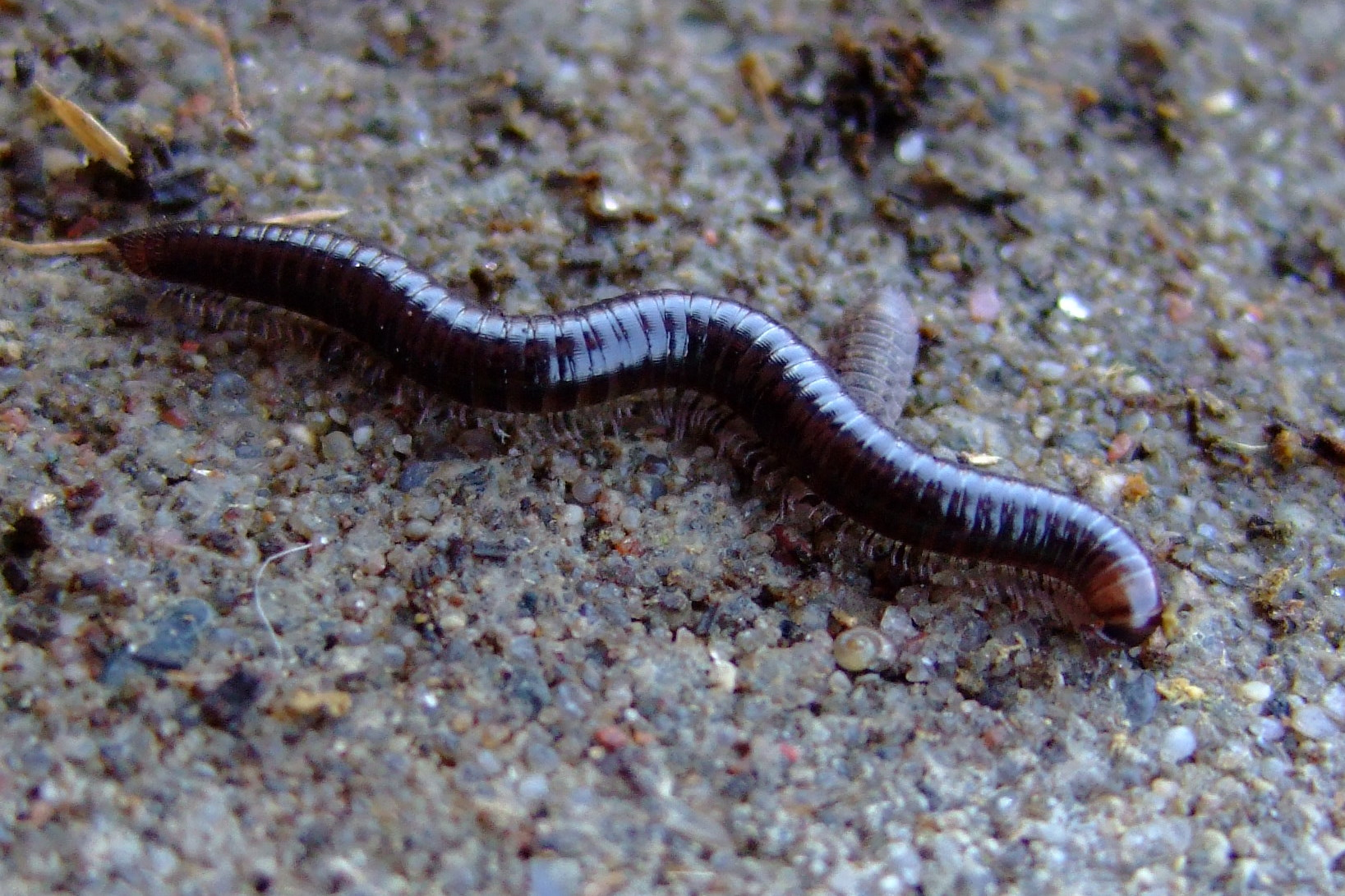
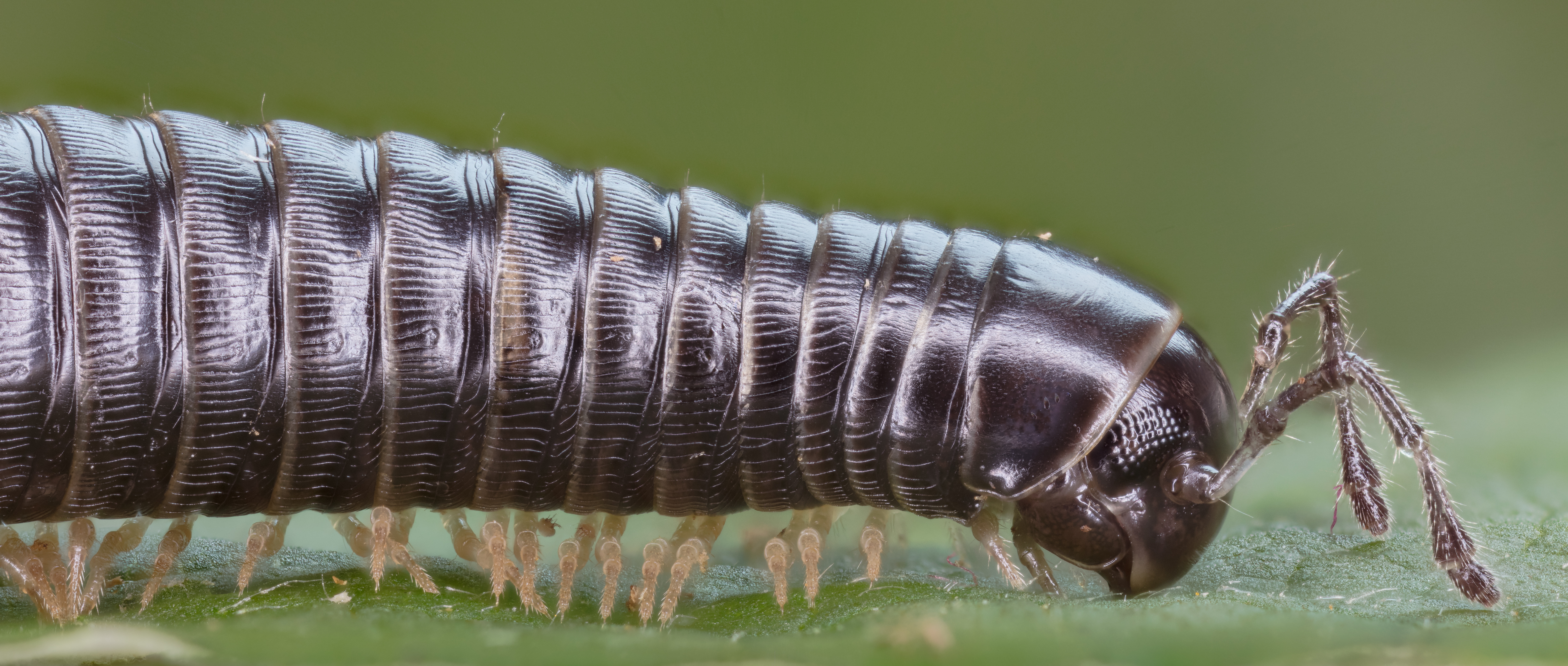
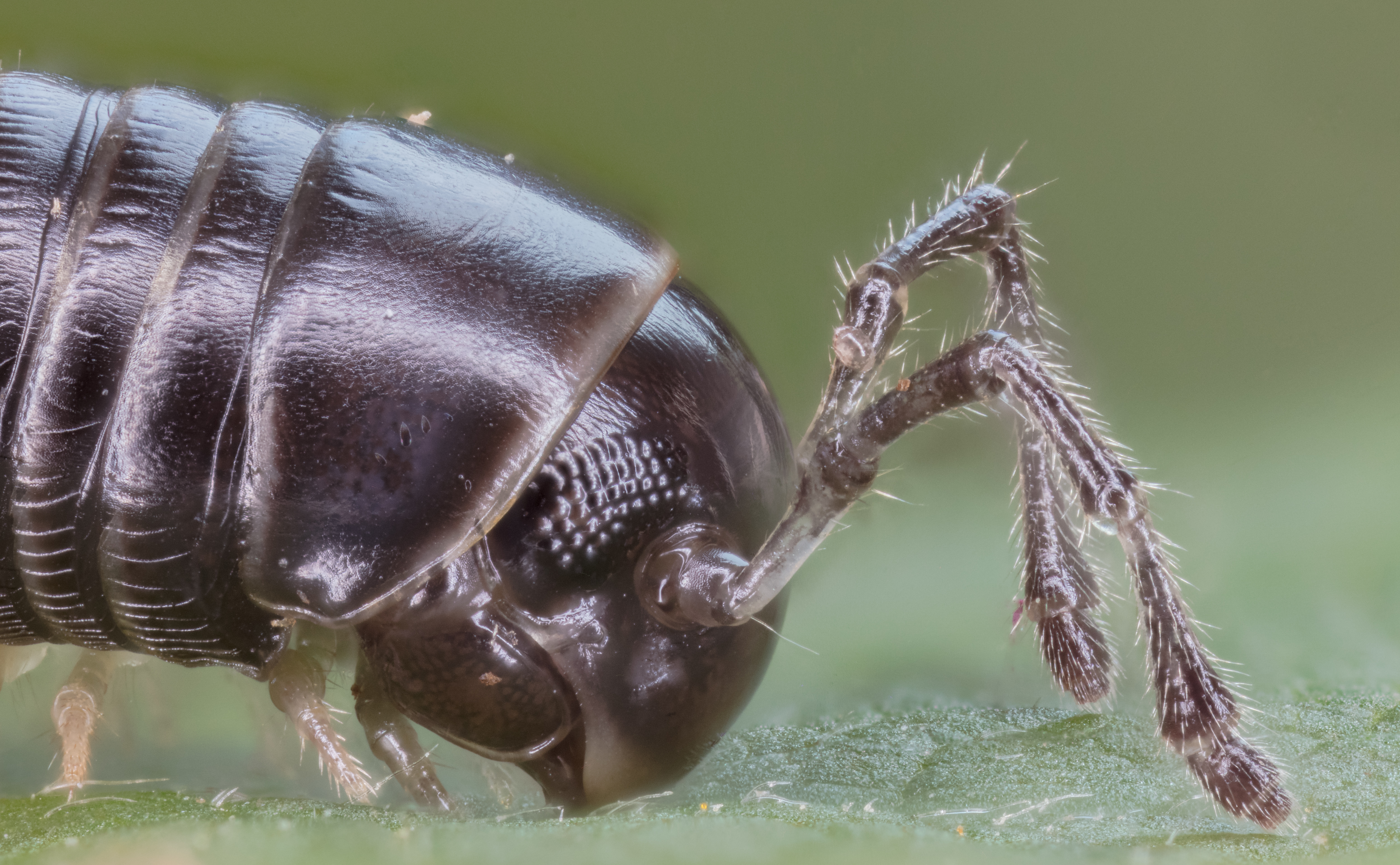
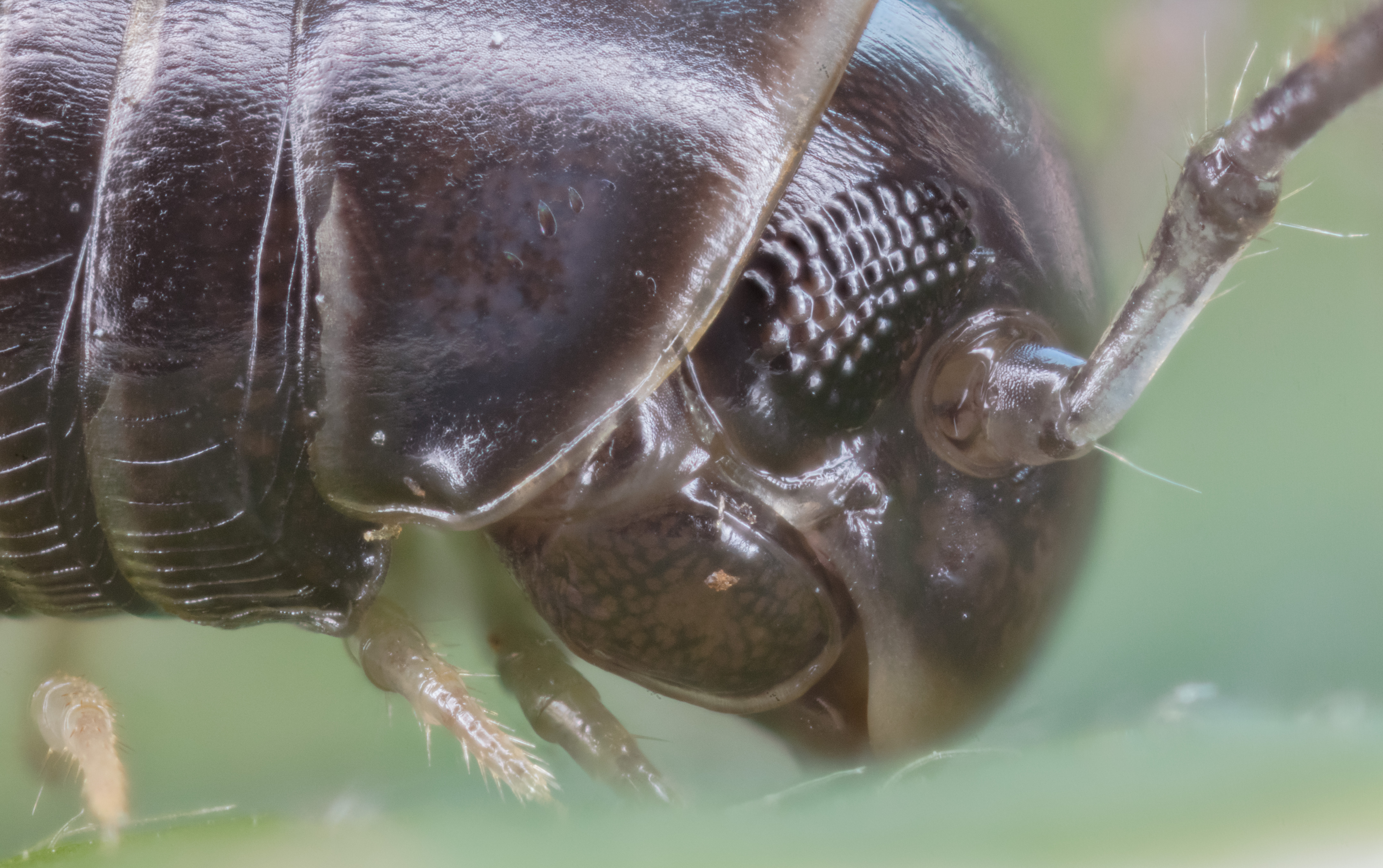
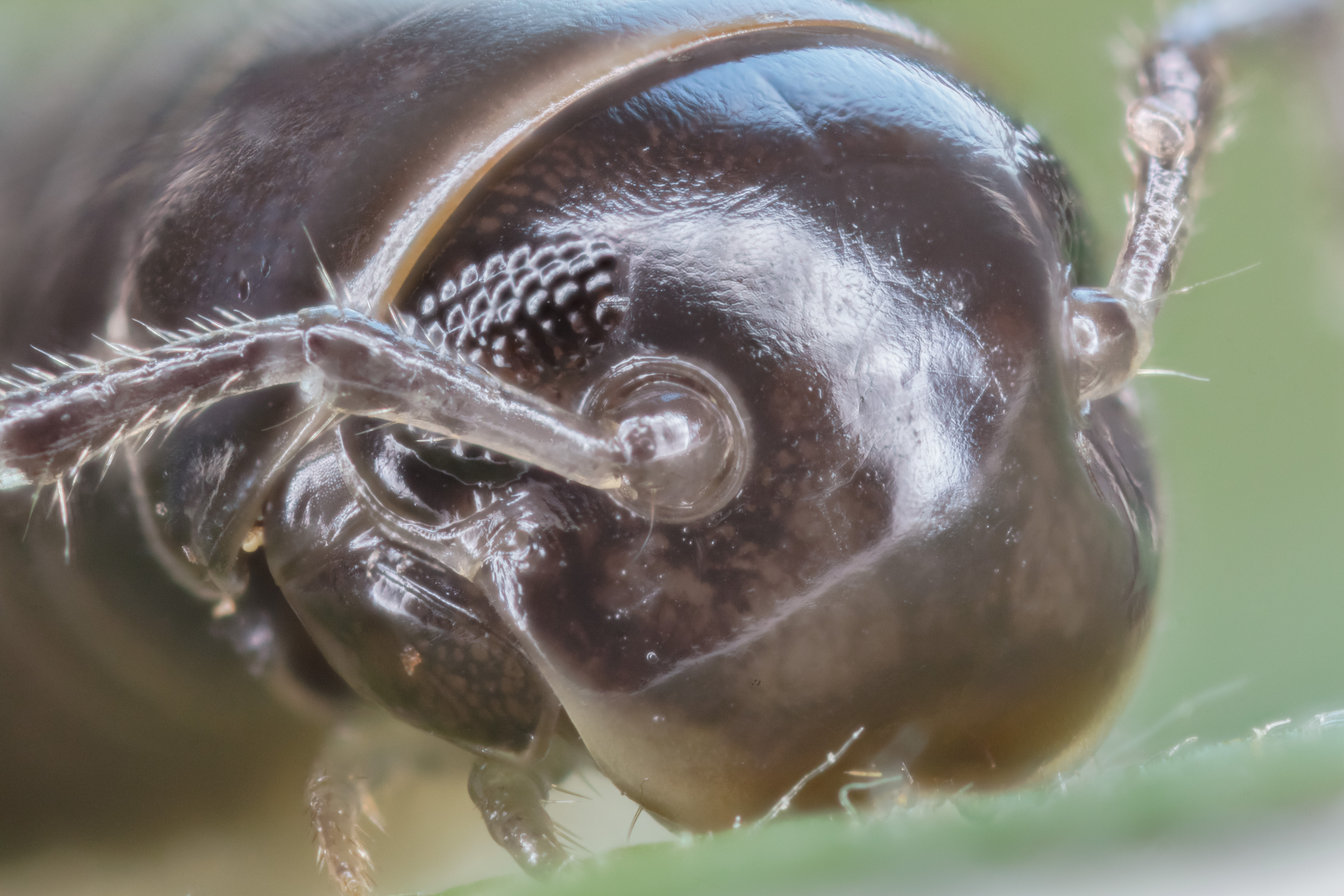
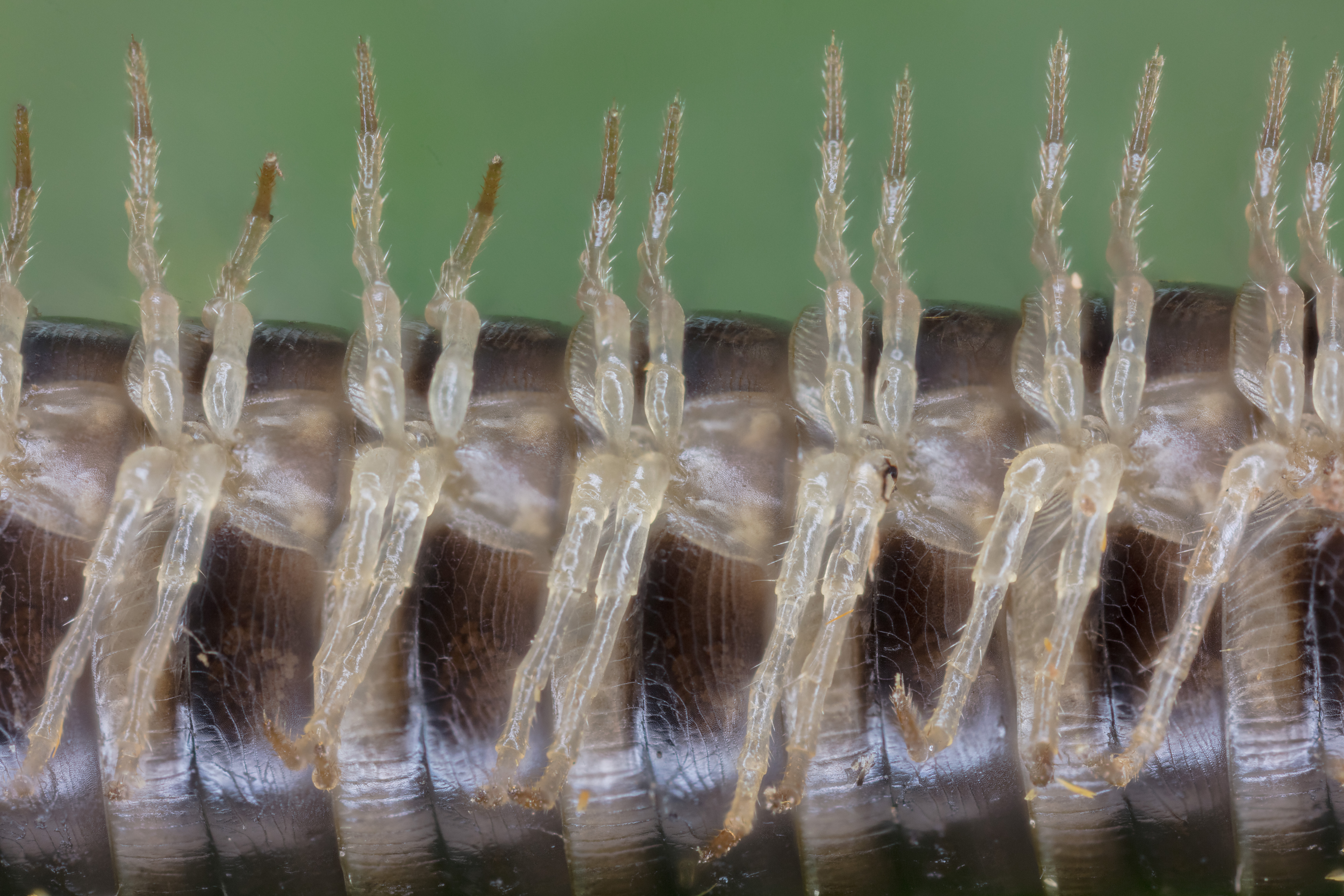